# Liga Mexicana del Pacífico 2020-21
La Temporada 2020-21 de la Liga Mexicana del Pacífico fue la 63.ª edición, dio inicio el 15 de octubre de 2020 con la visita de los Águilas de Mexicali a los Yaquis de Ciudad Obregón, los Algodoneros de Guasave visitaron a los Tomateros de Culiacán, los Charros de Jalisco a los Sultanes de Monterrey, los Naranjeros de Hermosillo a los Mayos de Navojoa y los Venados de Mazatlán a los Cañeros de Los Mochis.
La primera vuelta terminó el 26 de noviembre y la segunda vuelta finalizó el 31 de diciembre de 2020. Debido a la pandemia de COVID-19, la liga suspendio actividades del 6 al 16 de noviembre de 2020, reanudando los juegos el 17 de noviembre.
Uniéndose a la tendencia a nivel mundial en cuanto a la optimización del tiempo en los encuentros de béisbol, a partir de la Temporada 2020-2021 de la LMP, se aplicarán algunas medidas para agilizar el tiempo efectivo del juego, muchas de estas medidas ya han sido adoptadas en el béisbol de Grandes Ligas, los torneos de la Confederación Mundial de Béisbol (WBSC) y la Serie del Caribe.
- Se adopta la base por bolas intencional de forma automática, por lo tanto, el lanzador no tendrá que hacer los cuatro pitcheos que habitualmente realizaba para otorgar el pasaporte “automático”.
- Se limitara el número de visitas al montículo de parte del cuerpo técnico, ya sea el mánager o algún entrenador.
- Se instalará un reloj, para limitar el tiempo entre pitcheo y pitcheo para el lanzador, y así darle más dinamismo al encuentro.
- En temporada regular, se utilizará la “muerte súbita” al llegar a la duodécima entrada, colocando corredor en segunda base al inicio del episodio para el equipo que le corresponda el turno al bat. Esta medida únicamente se aplicará durante el rol regular, es decir, que en la postemporada se elimina la “muerte súbita”.

Además de esto, se continuara utilizando la revisión instantánea (instant replay o challenge) para la temporada 2020-21, que sirve como apoyo para el cuerpo de ampáyers de la LMP.
Los Tomateros de Culiacán se coronaron campeones al superar 4-3 a los Naranjeros de Hermosillo en la serie por el título. El juego final se disputó el 30 de enero en el Estadio Sonora de Hermosillo, Sonora.

## Sistema de competencia

### Temporada regular
La temporada regular se divide en dos vueltas, para totalizar 68 partidos para cada uno de los 10 equipos. 
La primera vuelta está integrada de 35 juegos y la segunda de 33 juegos para cada club. Al término de cada vuelta, se asigna a cada equipo una puntuación conforme a la posición que ocuparon en el standing, bajo el siguiente esquema:
- Primera posición: 10 puntos
- Segunda: 9 puntos
- Tercera: 8 puntos
- Cuarta: 7 puntos
- Quinta: 6 puntos
- Sexta: 5,5 puntos
- Séptima: 5 puntos
- Octava: 4,5 puntos
- Novena: 4 puntos
- Décima: 3,5 puntos

Al concluir el rol regular, se realiza un "Standing de Puntos" donde clasificarán  los 8 equipos que hayan sumado más puntos considerando las dos mitades. En los casos de empate en puntos, se aplican los siguientes criterios para desempate:
1. Mayor porcentaje de juegos ganados y perdidos entre los equipos empatados.
2. Dominio entre los clubes empatados.

Con el fin de transparentar totalmente el criterio del dominio, se precisa lo siguiente:
a) Que cuando dos equipos queden empatados en juegos ganados y perdidos, la mayor puntuación se otorgará al equipo que le haya ganado más juegos al rival.
b) Cuando tres o más equipos quedasen empatados en el porcentaje de juegos ganados y perdidos, la regla del dominio solo procederá si uno de los equipos empatados tiene dominio sobre la totalidad de los otros equipos.
c) Esta regla no procederá cuando habiendo empatados en juegos ganados y perdidos tres o más equipos el dominio haya sido alterno.
3.º.-  Mayor porcentaje de “run-average” general de los equipos involucrados (TCA*100 / TCR).
4.º.-  Sorteo.

### Play-off
Se enfrentarán el 1.º. vs el 8.º. , el 2.º. vs el 7.º. , el 3.º. vs. el 6.º. y el 4.º. vs. el 5.º. lugares del Standing General de puntos, en una serie de 7 juegos a ganar 4, iniciándose la serie en casa de los ocupantes del 1.º. ,  2.º. , 3.º. y 4.º. lugares, bajo el sistema de 2 – 3 – 2 (casa-gira-casa).

### Semifinal
Una vez definidos los 4 equipos que jugarán la semifinal se cancela el sistema de puntuación de las dos vueltas.
La series semifinales serán también a ganar 4 de 7 juegos posibles, bajo el sistema de 2-3-2, enfrentándose el 1.º. vs el 4.º. y el 2.º. vs el 3.º. lugares del Standing General de ganados y perdidos. Las series se iniciarán en casa del 1.º. y 2.º. Lugares del Standing General de ganados y perdidos.

### Final
Los dos equipos ganadores de la semifinal se enfrentarán por el Campeonato de la LMP en una serie de 7 juegos a ganar 4, bajo el sistema 2-3-2, iniciándose la serie en casa del mejor clasificado del Standing General de ganados y perdidos.

## Equipos participantes
| Liga Mexicana del Pacífico 2020-21 |           |                      |                           |                             |           |
| Equipo                             | Fundación | Mánager              | Ciudad                    | Estadio                     | Capacidad |
| Águilas de Mexicali                | 1948      | Bronswell Patrick    | Mexicali, Baja California | Estadio Nido de los Águilas | 17,000    |
| Algodoneros de Guasave             | 1970      | Oscar Robles         | Guasave, Sinaloa          | Kuroda Park                 | 8,000     |
| Cañeros de Los Mochis              | 1947      | Robinson Cancel      | Los Mochis, Sinaloa       | Emilio Ibarra Almada        | 12,000    |
| Charros de Jalisco                 | 1946      | Roberto Vizcarra     | Guadalajara, Jalisco      | Charros                     | 16,500    |
| Mayos de Navojoa                   | 1950      | Lorenzo Bundy        | Navojoa, Sonora           | Manuel Ciclón Echeverría    | 11,500    |
| Naranjeros de Hermosillo           | 1945      | Juan Navarrete       | Hermosillo, Sonora        | Sonora                      | 16,000    |
| Sultanes de Monterrey              | 1939      | Gerardo Álvarez      | Monterrey, Nuevo León     | Monterrey                   | 21,906    |
| Tomateros de Culiacán              | 1965      | Benjamín Gil         | Culiacán, Sinaloa         | Tomateros                   | 21,000    |
| Venados de Mazatlán                | 1945      | Pablo Ortega         | Mazatlán, Sinaloa         | Teodoro Mariscal            | 16,000    |
| Yaquis de Ciudad Obregón           | 1947      | Sergio Omar Gastelum | Ciudad Obregón, Sonora    | Yaquis                      | 16,000    |

## Standings

### Primera vuelta
| Equipos                  | JJ | JG | JP | PCT  | JV   | PTS  |
| ------------------------ | -- | -- | -- | ---- | ---- | ---- |
| Yaquis de Ciudad Obregón | 29 | 21 | 8  | .724 | -    | 10.0 |
| Naranjeros de Hermosillo | 26 | 15 | 11 | .577 | 4.5  | 9.0  |
| Sultanes de Monterrey    | 26 | 14 | 12 | .538 | 5.5  | 8.0  |
| Tomateros de Culiacán    | 28 | 15 | 13 | .536 | 5.5  | 7.0  |
| Algodoneros de Guasave   | 27 | 14 | 13 | .519 | 6.0  | 6.0  |
| Charros de Jalisco       | 29 | 15 | 14 | .517 | 6.0  | 5.5  |
| Venados de Mazatlán      | 28 | 14 | 14 | .500 | 6.5  | 5.0  |
| Águilas de Mexicali      | 29 | 13 | 16 | .448 | 8.0  | 4.5  |
| Mayos de Navojoa         | 29 | 10 | 19 | .345 | 11.0 | 4.0  |
| Cañeros de Los Mochis    | 29 | 9  | 20 | .310 | 12.0 | 3.5  |

### Segunda vuelta
| Equipos                  | JJ | JG | JP | PCT  | JV  | PTS  |
| ------------------------ | -- | -- | -- | ---- | --- | ---- |
| Naranjeros de Hermosillo | 30 | 18 | 12 | .600 | -   | 10.0 |
| Águilas de Mexicali      | 29 | 17 | 12 | .586 | 0.5 | 9.0  |
| Algodoneros de Guasave   | 30 | 17 | 13 | .567 | 1.0 | 8.0  |
| Yaquis de Ciudad Obregón | 30 | 16 | 14 | .533 | 2.0 | 7.0  |
| Sultanes de Monterrey    | 30 | 15 | 15 | .500 | 3.0 | 6.0  |
| Charros de Jalisco       | 30 | 15 | 15 | .500 | 3.0 | 5.5  |
| Venados de Mazatlán      | 30 | 14 | 16 | .467 | 4.0 | 5.0  |
| Tomateros de Culiacán    | 30 | 14 | 16 | .467 | 4.0 | 4.5  |
| Mayos de Navojoa         | 30 | 13 | 17 | .433 | 5.0 | 4.0  |
| Cañeros de Los Mochis    | 29 | 10 | 19 | .345 | 7.5 | 3.5  |

### General
| Equipos                  | JJ | JG | JP | PCT  | JV   |
| ------------------------ | -- | -- | -- | ---- | ---- |
| Yaquis de Ciudad Obregón | 59 | 37 | 22 | .627 | -    |
| Naranjeros de Hermosillo | 56 | 33 | 23 | .589 | 2.5  |
| Algodoneros de Guasave   | 57 | 31 | 26 | .544 | 5.0  |
| Sultanes de Monterrey    | 56 | 29 | 27 | .518 | 6.5  |
| Águilas de Mexicali      | 58 | 30 | 28 | .517 | 6.5  |
| Charros de Jalisco       | 59 | 30 | 29 | .508 | 7.0  |
| Tomateros de Culiacán    | 58 | 29 | 29 | .500 | 7.5  |
| Venados de Mazatlán      | 58 | 28 | 30 | .483 | 8.5  |
| Mayos de Navojoa         | 59 | 23 | 36 | .390 | 14   |
| Cañeros de Los Mochis    | 58 | 19 | 39 | .328 | 17.5 |

### Puntos
| Equipos                  | 1V   | 2V   | TOTAL |
| ------------------------ | ---- | ---- | ----- |
| Naranjeros de Hermosillo | 9.0  | 10.0 | 19.0  |
| Yaquis de Ciudad Obregón | 10.0 | 7.0  | 17.0  |
| Algodoneros de Guasave   | 6.0  | 8.0  | 14.0  |
| Sultanes de Monterrey    | 8.0  | 6.0  | 14.0  |
| Águilas de Mexicali      | 4.5  | 9.0  | 13.5  |
| Tomateros de Culiacán    | 7.0  | 4.5  | 11.5  |
| Charros de Jalisco       | 5.5  | 5.5  | 11.0  |
| Venados de Mazatlán      | 5.0  | 5.0  | 10.0  |
| Mayos de Navojoa         | 4.0  | 4.0  | 8.0   |
| Cañeros de Los Mochis    | 3.5  | 3.5  | 7.0   |

| Avanza a los playoffs |

## Playoffs
|  | Primer Play Off      | Primer Play Off      | Primer Play Off      |            |   | Semifinales           | Semifinales           | Semifinales           |  |   | Final                 | Final                 | Final                 |  |
|  | del 2 al 10 de enero | del 2 al 10 de enero | del 2 al 10 de enero |            |   | del 12 al 20 de enero | del 12 al 20 de enero | del 12 al 20 de enero |  |   | del 22 al 30 de enero | del 22 al 30 de enero | del 22 al 30 de enero |  |
|  |                      |                      |                      |            |   |                       |                       |                       |  |   |                       |                       |                       |  |
|  |                      |                      |                      |            |   |                       |                       |                       |  |   |                       |                       |                       |  |
|  | 6                    | Culiacán             | 4                    |            |   |                       |                       |                       |  |   |                       |                       |                       |  |
|  | 6                    | Culiacán             | 4                    |            |   |                       |                       |                       |  |   |                       |                       |                       |  |
|  | 3                    | Guasave              | 2                    |            |   |                       |                       |                       |  |   |                       |                       |                       |  |
|  | 3                    | Guasave              | 2                    |            | 6 | Culiacán              | 4                     |                       |  |   |                       |                       |                       |  |
|  |                      |                      |                      |            | 6 | Culiacán              | 4                     |                       |  |   |                       |                       |                       |  |
|  |                      |                      | 2                    | Obregón    | 2 |                       |                       |                       |  |   |                       |                       |                       |  |
|  | 7                    | Jalisco              | 2                    | Obregón    | 2 | 2                     |                       |                       |  |   |                       |                       |                       |  |
|  | 7                    | Jalisco              |                      |            |   |                       |                       |                       |  |   |                       |                       |                       |  |
|  | 2                    | Obregón              | 4                    |            |   |                       |                       |                       |  |   |                       |                       |                       |  |
|  | 2                    | Obregón              | 4                    |            |   |                       |                       |                       |  | 6 | Culiacán              | 4                     |                       |  |
|  |                      |                      |                      |            |   |                       |                       |                       |  | 6 | Culiacán              | 4                     |                       |  |
|  |                      |                      | 1                    | Hermosillo | 3 |                       |                       |                       |  |   |                       |                       |                       |  |
|  | 5                    | Mexicali             | 1                    | Hermosillo | 3 | 2                     |                       |                       |  |   |                       |                       |                       |  |
|  | 5                    | Mexicali             |                      |            |   |                       |                       |                       |  |   |                       |                       |                       |  |
|  | 4                    | Monterrey            | 4                    |            |   |                       |                       |                       |  |   |                       |                       |                       |  |
|  | 4                    | Monterrey            | 4                    |            | 4 | Monterrey             | 2                     |                       |  |   |                       |                       |                       |  |
|  |                      |                      |                      |            | 4 | Monterrey             | 2                     |                       |  |   |                       |                       |                       |  |
|  |                      |                      | 1                    | Hermosillo | 4 |                       |                       |                       |  |   |                       |                       |                       |  |
|  | 8                    | Mazatlán             | 1                    | Hermosillo | 4 | 2                     |                       |                       |  |   |                       |                       |                       |  |
|  | 8                    | Mazatlán             |                      |            |   |                       |                       |                       |  |   |                       |                       |                       |  |
|  | 1                    | Hermosillo           | 4                    |            |   |                       |                       |                       |  |   |                       |                       |                       |  |
|  | 1                    | Hermosillo           | 4                    |            |   |                       |                       |                       |  |   |                       |                       |                       |  |
|  |                      |                      |                      |            |   |                       |                       |                       |  |   |                       |                       |                       |  |

### Primer Play Off
| Equipos                  | JJ | JG | JP | JV  | PCT  |
| ------------------------ | -- | -- | -- | --- | ---- |
| Naranjeros de Hermosillo | 6  | 4  | 2  | -   | .667 |
| Yaquis de Ciudad Obregón | 6  | 4  | 2  | -   | .667 |
| Sultanes de Monterrey    | 6  | 4  | 2  | -   | .667 |
| Tomateros de Culiacán    | 6  | 4  | 2  | -   | .667 |
| Algodoneros de Guasave   | 6  | 2  | 4  | 2.0 | .333 |
| Águilas de Mexicali      | 6  | 2  | 4  | 2.0 | .333 |
| Charros de Jalisco       | 6  | 2  | 4  | 2.0 | .333 |
| Venados de Mazatlán      | 6  | 2  | 4  | 2.0 | .333 |

| Avanza a semifinales |

### Semifinales
| Equipos                  | JJ | JG | JP | JV  | PCT  |
| ------------------------ | -- | -- | -- | --- | ---- |
| Naranjeros de Hermosillo | 6  | 4  | 2  | -   | .667 |
| Tomateros de Culiacán    | 6  | 4  | 2  | -   | .667 |
| Sultanes de Monterrey    | 6  | 2  | 4  | 2.0 | .333 |
| Yaquis de Ciudad Obregón | 6  | 2  | 4  | 2.0 | .333 |

| Avanza a la Final |

### Final
| Equipos                  | JJ | JG | JP | JV  | PCT  |
| ------------------------ | -- | -- | -- | --- | ---- |
| Tomateros de Culiacán    | 7  | 4  | 3  | -   | .571 |
| Naranjeros de Hermosillo | 7  | 3  | 4  | 1.0 | .429 |

| Campeón |

## Cuadro de honor
| Equipos                  | Posición   |
| ------------------------ | ---------- |
| Tomateros de Culiacán    | Campeón    |
| Naranjeros de Hermosillo | Subcampeón |
| Sultanes de Monterrey    | 3.º Lugar  |
| Yaquis de Ciudad Obregón | 4.º Lugar  |
| Algodoneros de Guasave   | 5.º Lugar  |
| Águilas de Mexicali      | 6.º Lugar  |
| Charros de Jalisco       | 7.º Lugar  |
| Venados de Mazatlán      | 8.º Lugar  |
| Mayos de Navojoa         | 9.º Lugar  |
| Cañeros de Los Mochis    | 10.º Lugar |

## Líderes
A continuación se muestran los lideratos tanto individuales como colectivos de los diferentes departamentos de bateo y de pitcheo

### Bateo
| Categoría               | Individual                                 | Marca | Colectivo                                                           | Marca |
| ----------------------- | ------------------------------------------ | ----- | ------------------------------------------------------------------- | ----- |
| Porcentaje              | Isaac Paredes (MAZ)                        | .379  | Charros de Jalisco                                                  | .291  |
| Carreras Producidas     | Japhet Amador (JAL)                        | 52    | Charros de Jalisco                                                  | 299   |
| Home Runs               | Japhet Amador (JAL)                        | 15    | Charros de Jalisco                                                  | 52    |
| Carreras Anotadas       | Carlos Figueroa (JAL)                      | 43    | Charros de Jalisco                                                  | .315  |
| Hits                    | Carlos Figueroa (JAL)                      | 52    | Charros de Jalisco                                                  | 594   |
| Dobles                  | Isaac Paredes (MAZ)                        | 17    | Charros de Jalisco                                                  | 107   |
| Triples                 | Miguel Guzmán (GVE) Carlos Sepúlveda (OBR) | 4     | Algodoneros de Guasave Venados de Mazatlán Yaquis de Ciudad Obregón | 12    |
| Bases Robadas           | Alonzo Harris (OBR)                        | 28    | Yaquis de Ciudad Obregón                                            | 75    |
| Slugging                | Miguel Torrero (MTY)                       | .643  | Charros de Jalisco                                                  | .425  |
| Porcentaje de Embasarse | Isaac Paredes (MAZ)                        | .480  | Algodoneros de Guasave                                              | .366  |

### Pitcheo
| Categoría        | Individual                                            | Marca | Colectivo                                                           | Marca |
| ---------------- | ----------------------------------------------------- | ----- | ------------------------------------------------------------------- | ----- |
| Efectividad      | Eduardo Vera (MXL)                                    | 2.05  | Águilas de Mexicali                                                 | 3.26  |
| Juegos Ganados   | Fernando Miranda (GVE) Juan Pablo Oramas (HMO)        | 8     | Yaquis de Ciudad Obregón                                            | 37    |
| Ponches          | Manny Barreda (CLN)                                   | 64    | Tomateros de Culiacán                                               | 394   |
| Juegos Salvados  | Fernando Salas (HMO)                                  | 17    | Naranjeros de Hermosillo                                            | 21    |
| Juegos Lanzados  | Roberto Espinosa (MAZ)                                | 34    |                                                                     |       |
| Innings Lanzados | Javier Solano (MXL)                                   | 86.0  | Yaquis de Ciudad Obregón                                            | 516.2 |
| Juegos Completos | David Reyes (MXL) Javier Solano (MXL)                 | 1     | Águilas de Mexicali                                                 | 2     |
| Blanqueadas      | David Reyes (Águilas de Mexicali) Javier Solano (MXL) | 1     | Águilas de Mexicali Algodoneros de Guasave Naranjeros de Hermosillo | 7     |

## Designaciones
| Designación                           | Trofeo             | Ganador               | Equipo                   |
| ------------------------------------- | ------------------ | --------------------- | ------------------------ |
| Jugador Más Valioso                   | Héctor Espino      | Sebastián Elizalde    | Tomateros de Culiacán    |
| Pitcher del Año                       | Vicente Romo       | Juan Pablo Oramas     | Naranjeros de Hermosillo |
| Relevista del Año                     | Isidro Márquez     | Fernando Salas        | Naranjeros de Hermosillo |
| Novato del año                        | Baldomero Almada   | Luis Fernando Miranda | Algodoneros de Guasave   |
| Mánager del Año                       | Benjamín Reyes     | Oscar Robles          | Algodoneros de Guasave   |
| Mánager Campeón                       | Francisco Estrada  | Benjamín Gil          | Tomateros de Culiacán    |
| Jugador Más Valioso de la Serie Final |                    | Jesus Castillo        | Tomateros de Culiacán    |
| Campeón de Bateo                      | Matías Carrillo    | Isaac Paredes         | Venados de Mazatlán      |
| Campeón de Pitcheo                    |                    | Eduardo Vera          | Águilas de Mexicali      |
| Campeón de Cuadrangulares             | Ronnie Camacho     | Japhet Amador         | Charros de Jalisco       |
| Ejecutivo del año                     | Horacio López Díaz | Héctor Ley López      | Tomateros de Culiacán    |
| Gerente del año                       | Abundio Vargas     | Mario Valdez          | Tomateros de Culiacán    |

## Guantes de Oro
A continuación se muestran a los ganadores de los Guantes de Oro de la temporada.
| Posición | Jugador          | Equipo                   |
| C        | Alexis Wilson    | Tomateros de Culiacán    |
| 1B       | Efrén Navarro    | Tomateros de Culiacán    |
| 2B       | Carlos Sepúlveda | Yaquis de Ciudad Obregón |
| 3B       | Emmanuel Ávila   | Algodoneros de Guasave   |
| SS       | Jasson Atondo    | Naranjeros de Hermosillo |
| JI       | Norberto Obeso   | Naranjeros de Hermosillo |
| JC       | José Cardona     | Naranjeros de Hermosillo |
| JD       | Paulo Orlando    | Sultanes de Monterrey    |
| P        | Javier Solano    | Águilas de Mexicali      |

## Datos sobresalientes
- Debido a un brote de COVID-19 en los 10 equipos, la temporada fue pausada durante 11 días, del 6 al 15 de noviembre. Este tiempo fue otorgado para que las escuadras se recuperaran de dicho virus.[2]

## Asistencia de público
Por Definir